# Bernard Arnault
Bernard Jean Étienne Arnault (Roubaix, Francia; 5 de marzo de 1949) conocido simplemente como Bernard Arnault, es un magnate francés, cofundador, presidente y director ejecutivo de LVMH, el mayor grupo de artículos de lujo. Arnault tiene un patrimonio neto estimado de 191 mil millones de dólares estadounidenses en julio de 2024 según Forbes, convirtiéndolo en la tercera persona más rica del mundo.

## Biografía

### Origen y formación
Arnault nació el 5 de marzo de 1949 en Roubaix, un municipio del norte de Francia. Su padre, Jean Leon, era un industrial propietario de una empresa de obras públicas, Ferret-Savinel. Al terminar sus estudios en el instituto Maxence Van der Meersch de Roubaix y completar un curso preparatorio para la universidad en el instituto Faidherbe de Lila, Arnault accede a la escuela politécnica (promoción de 1969).

### Férinel
En 1971 empieza a trabajar en la empresa familiar y convence a su padre para que venda las actividades de construcción y obras públicas de la empresa por cuarenta millones de francos y reoriente la empresa hacia la promoción inmobiliaria. Bajo el nombre comercial de Férinel, la nueva empresa se especializa en apartamentos turísticos con el eslogan «Férinel, propriétaire à la mer» (‘Férinel, una propiedad en el mar’). En 1974 se convierte en director de construcción de la empresa y en 1977 es elegido director general, antes de suceder a su padre al frente de la empresa en 1978. Tras la elección de François Mitterrand como presidente de Francia, en mayo de 1981, emigra a los Estados Unidos y funda Férinel Inc.

### Christian Dior
Tres años más tarde, Arnault invierte noventa millones de francos, es decir, la mayor parte de su fortuna familiar, y adquiere la empresa Financière Agache. Eso fue posible con el apoyo de Lazard, encarnada en la persona de Antoine Bernheim. Se convierte en su presidente ejecutivo y, de este modo, asume el control del grupo Boussac (adquirido en mayo de 1978 por los hermanos Willot) en plena debacle de la industria textil, propietario a su vez de Christian Dior (excepto la división de perfumería, escindida en los años 1970), los grandes almacenes Le Bon Marché, la enseña de la gran distribución Conforama y también el fabricante de pañales Peaudouce. A Bernard Arnault le interesaba, sobre todo, la adquisición de Christian Dior, pero esta estaba sujeta a la compra del grupo Boussac en su totalidad.
Tras una rigurosa reestructuración, las actividades textiles de Boussac se venden al grupo Prouvost. Arnault se convierte en presidente ejecutivo de Christian Dior en 1985 y, en 1989 consigue volver a reunir los perfumes con la alta costura en el seno de la compañía tenedora Christian Dior; este grupo tiene como filiales a Christian Dior Couture y a LVMH, propietaria de la marca Parfums Christian Dior, anteriormente propiedad de Moët-Hennessy.

### LVMH
El crac de la bolsa de octubre de 1987, Arnault compra acciones de LVMH, el nuevo grupo del sector del lujo producto de la fusión, materializada el 3 de junio de 1987, de dos grupos franceses: Moët-Hennessy (Moët & Chandon, Ruinart, Mercier, Canard-Duchêne y Hennessy), por una parte, y Louis Vuitton (Louis Vuitton Malletier, Givenchy, Champagne Veuve Clicquot Ponsardin), por la otra. Al año siguiente, en 1988, el grupo se lanza a la busca de inversores. El presidente ejecutivo de Louis Vuitton, Henry Racamier, y los accionistas exigen a Arnault que asuma una cuota de participación más importante en la empresa. Con más del 25 % de las acciones, Arnault se convierte en uno de los accionistas principales del grupo.
En este mismo período la dirección del grupo atraviesa una época difícil: además del desacuerdo entre las familias, los dos copresidentes resultantes de la fusión (Racamier para Louis Vuitton y Alain Chevalier para la división de vinos y licores) discrepan en cuanto a las decisiones estratégicas que debe tomar el grupo, paralizando así la expansión de LVMH. Chevalier deseaba vender las actividades de vinos y licores a otros grupos, mientras que Racamier, que entonces contaba con una participación minoritaria en el nuevo grupo, deseaba recuperar la independencia de Louis Vuitton. En este contexto, Arnault considera que el grupo debe recuperar una única dirección e intenta colocarse al frente del mismo. Arnault aprovecha los desacuerdos entre Racamier y Chevalier y se proclama como el accionista clave para el futuro del grupo ―forja alianzas sucesivas con las dos partes enfrentadas―.
Para tomar el control definitivo del grupo, Arnault lanza una oferta pública de adquisición. Aprovechando el caos bursátil y accionarial, en julio de 1988 se convierte en accionista principal de LVMH y en accionista mayoritario el 6 de enero de 1989, con ayuda de Lazard y de Crédit Lyonnais. Arnault consigue así destronar a Chevalier. El 13 de enero de 1989, Arnault es elegido presidente del directorio de LVMH por unanimidad. Racamier intenta invalidar por todos los medios la oferta pública de adquisición de Arnault. Sin embargo, el 16 de mayo de 1989, la Comisión de Operaciones de Bolsa considera que no se ha cometido ninguna irregularidad. La oferta pública de compra de Arnault es declarada perfectamente válida. Arnault confirma su posición al frente del grupo. La estructura financiera de LVMH convierte a Arnault en un director general accionista. Es decir, dirige el grupo desde un punto de vista operativo, además de ser su accionista principal.
Sin más dilación, Arnault pone en marcha un plan ambicioso para la expansión del grupo, que convertirá a LVMH en el primer grupo de artículos de lujo del mundo. En once años, el valor del grupo se multiplicó por quince, mientras que el volumen de negocio y los beneficios crecieron un 500 %. Para ello, Arnault se apoya en una serie de normas de gobernabilidad:
- Favorece la descentralización de la toma de decisiones relativas a las marcas del grupo. Arnault considera que la gestión de las marcas de lujo solo puede funcionar dentro del marco de una organización descentralizada. Las marcas son consideradas como casas con una historia familiar. El valor de cada marca es directamente proporcional a esta independencia de control. Cada empresa tiene una vida independiente respecto a las demás.
- Una estrategia de adquisiciones articulada en torno a marcas portadoras o emergentes. Arnault piensa en LVMH aplicando el principio de «ventajas compartidas»: las marcas más sólidas del grupo permiten financiar aquellas en fase de crecimiento. El interés de Arnault es disponer de una primera cartera de marcas grandes en el universo del lujo, cuya estabilidad esté sobradamente garantizada. Esta solidez permite soportar los envites de la coyuntura y centrarse en nuevas adquisiciones y en el desarrollo del grupo. Aplicando en este principio, permite, por ejemplo, que Christian Lacroix abra su propia casa de alta costura.

En julio de 1988, Arnault compra Céline. En 1993, LVMH compra Berluti y Kenzo. Ese mismo año, Arnault compra el diario económico La Tribune, sin llegar nunca a recuperar su nivel de ventas a pesar de las inversiones por valor de casi ciento cincuenta millones de euros. En noviembre de 2007, decide vender este diario para adquirir otra publicación económica francesa, Les Échos por doscientos cuarenta millones de euros.
Las adquisiciones se suceden. En 1994, LVMH compra la casa de perfumes Guerlain. En 1996, Arnault compra Loewe. Más tarde, le siguen Marc Jacobs y Sephora en 1997, Thomas Pink en 1999, Emilio Pucci en 2000, Fendi, DKNY y La Samaritaine en 2001, etc. A finales de los noventa, Arnault convierte el arte en pilar de la estrategia de comunicación de su grupo con la adquisición de Phillips, la tercera casa de subastas del mundo (125 millones de euros), y del principal subastador francés Tajan.
En 1996, LVMH adquiere el 38 % del capital del Château d'Yquem, vino primer cru superior procedente de la región de Sauternes. Se convierte en el accionista mayoritario en 1998 con el 64 % de las acciones. Entre 1998 y 2001, se apasiona por la nueva economía e invierte concretamente en boo.com, Libertysurf y Zebank a través de su compañía tenedora especializada Europatweb. El crac de los valores de internet a partir de marzo de 2000 y los atentados del 11 de septiembre de 2001 en Nueva York le convencen para acelerar la salida de este sector mediante una cesión al grupo Suez. Libertysurf se vende a Telecom Italia y Zebank a Egg plc.
En un gesto simbólico del crecimiento y la fuerza de LVMH en los Estados Unidos, Arnault decide reagrupar, en la década de 1990, todas sus actividades en un mismo rascacielos de Nueva York. Elige a Christian de Portzamparc para llevar a cabo este proyecto, en el que se implica personalmente. El 8 de diciembre de 1999, se inaugura el rascacielos LVMH en presencia de Hillary Clinton.
En 2005, se convierte en el hombre más rico de Francia. Según la lista de 2006 de la revista Forbes en la que se incluyen las fortunas más importantes de todo el planeta, supera a su compatriota Liliane Bettencourt y entra en los primeros diez en la séptima posición, con una fortuna estimada de treinta mil millones de dólares estadounidenses (23.500 millones de euros).
El 23 de marzo de 2007, el grupo Arnault adquiere una participación de Carrefour junto a Colony Capital. En 2008, se lanza al mercado de los yates con la compra de Princess Yachts por un total de 253 millones de euros y, más tarde, asume el control de Royal van Lent por un importe casi equivalente.

## Fortuna
En 2013, la revista Forbes calcula que su fortuna asciende a veintinueve mil millones de dólares estadounidenses, es decir, la décima fortuna más grande del mundo y la segunda de Francia.
En 2018 su fortuna aumentó a ochenta mil millones de dólares y en 2019 su fortuna llegó a cien mil millones, convirtiéndose en el hombre más rico de Francia y en la tercera persona del mundo con más de cien mil millones de dólares de patrimonio propio.
Luego, en 2021, la revista Forbes lo ubicó como el hombre más rico del mundo, ascendiendo su fortuna a ciento noventa y dos mil millones de dólares, dejando al anterior, Elon Musk, en segunda posición.

## Mecenazgo
Bernard Arnault, amante del arte y coleccionista, ha puesto en marcha numerosas iniciativas de mecenazgo dirigidas a poner en valor la imagen de LVMH y a dotarlo de una dimensión más institucional. Para desarrollar sus actividades de mecenazgo, Arnault cuenta con la ayuda de Jean-Claude Claverie, exasesor de Jack Lang en el Ministerio de Cultura francés. Gracias a su labor, LVMH se ha convertido en un agente importante del mecenazgo en Francia.
El grupo ha prestado su apoyo a más de una decena de exposiciones: Le grand monde d’Andy Warhol y Picasso et les maîtres en el Grand Palais o incluso L’Atelier d’Alberto Giacometti, así como Yves Klein en el Centro Georges-Pompidou, entre otras.
Por otra parte, la Fundación LVMH ha creado el «Premio LVMH para jóvenes», un concurso internacional abierto a los estudiantes de las bellas artes, tanto en Francia como en el resto del mundo. Cada año, los ganadores del concurso reciben seis becas de estudios. Además, el grupo pone a disposición de jóvenes músicos violines elaborados por Stradivarius en Cremona. Maxim Vengerov y Laurent Korcia se han beneficiado de este préstamo.
En 2006, Arnault pone en marcha el proyecto de construcción de la Fundación Louis-Vuitton para la creación y el arte contemporáneo. El edificio ha sido diseñado por el arquitecto canadiense Frank Gehry, autor entre otros del Museo Guggenheim de Bilbao. Este proyecto se vio interrumpido en enero de 2011 debido a una reclamación presentada por los vecinos del Bois de Boulogne. Las obras se retomaron en junio de 2011. El museo, que cuenta con el patrocinio de París, fue inaugurado en 2013 en el Jardin d’Acclimatation de París.
El 4 de marzo de 2014, el Museo de Arte Moderno de Nueva York le otorgó el premio David Rockfeller. Es el primer empresario no estadounidense en recibir este honor que destaca «una generosidad deslumbrante y la defensa efectiva de los deberes culturales y cívicos».

## Vida personal
Casado en dos ocasiones, Bernard Arnault tiene una hija y un hijo de su primer matrimonio con Anne Dewavrin: Delphine, administradora de LVMH desde 2004 y Antoine, director de comunicación de Louis Vuitton y luego, director ejecutivo de Berluti. De su segunda y actual esposa, la pianista canadiense Hélène Mercier-Arnault, tiene tres hijos: el mayor llamado Alexandre, el segundo Frederick y el menor Jean

## Honores
Comandante de la Legión de Honor desde 10 de febrero de 2007, fue ascendido al rango de gran oficial de la Legión de Honor 14 de julio de 2011.